# Aichi E16A
Lo Aichi E16A Zuiun (瑞雲 (?), "Nuvola d'auspicio", nome in codice alleato Paul) era un idroricognitore monomotore biposto prodotto dall'azienda giapponese Aichi Tokei Denki e utilizzato dalla Dai-Nippon Teikoku Kaigun Kōkū Hombu, il Servizio aeronautico della Marina imperiale giapponese durante la seconda guerra mondiale.

## Storia del progetto
Nel 1939 la Marina Imperiale emise una specifica per un nuovo modello di idroricognitore destinato a equipaggiare unità della flotta andando a sostituire l'Aichi E13A, a quel tempo non ancora entrato in servizio. I disaccordi sui requisiti relativi alla specifica 14-Shi non consentirono alla maggior parte delle aziende nazionali di presentare progetti, tuttavia una nuova specifica 16-Shi, emessa nel gennaio 1941, venne redatta dagli organi della marina rispettando i parametri del modello Aichi AM-22 progettato dall'ufficio tecnico dell'azienda diretto dagli ingegneri Kishiro Matsuo e Yasuhiro Ozawa, specifica che ebbe un ulteriore adattamento nel giugno successivo. Il progetto era relativo a un idrovolante a scarponi di aspetto convenzionale, biposto a cabina chiusa, monomotore, monoplano ad ala bassa, con piani alari ripiegabili per consentire il più agevole rimessaggio su incrociatori più piccoli e navi appoggio idrovolanti, e impennaggio monoderiva, di costruzione interamente metallica, con rivestimento lavorante tranne le estremità alari, i piani orizzontali dell'impennaggio e le superfici di controllo rivestite in tessuto. L'unica particolarità era l'insolita adozione di aerofreni situati nella parte anteriore dei montanti "a N" che collegavano la fusoliera ai galleggianti, soluzione per consentire al modello di operare anche nel secondario ruolo di bombardiere in picchiata.
Il prototipo dell'AM-22, che per primo ottenne la designazione provvisoria Idrovolante sperimentale da ricognizione 16-Shi e successivamente la designazione E16A1, fu completato entro maggio 1942, equipaggiato con un motore Mitsubishi MK8A Kinsei 51, un radiale 14 cilindri doppia stella raffreddato ad aria in grado di erogare una potenza pari a 1 300 hp (969 kW), 220 hp (164 kW) più del propulsore adottato dall'E13A, e armato con tre mitragliatrici calibro 13 mm, due Type 97 in caccia, collocate nei piani alari, e una Type 92 posteriore, montata su supporto brandeggiabile a disposizione dell'osservatore.
Le prime prove di volo lasciarono qualche perplessità nella commissione esaminatrice della marina e suggerirono all'ufficio tecnico dell'azienda di intervenire sui piani alari, aumentando di 5 cm l'apertura alare, e di adeguare la potenza di fuoco adottando mitragliatrici di calibro maggiore. I due successivi prototipi integrarono le modifiche e vennero equipaggiati con due cannoncini aeronautici Type 99 calibro 20 mm; in questa configurazione nell'agosto 1943 il modello venne ritenuto idoneo dalle autorità militari e avviato alla produzione in serie. I primi modelli costruiti adottavano la versione 51 del radiale Kinsei, sostituita dalla Kinsei 54 nei velivoli più recenti. Successivamente ne venne sviluppata una versione dalle prestazioni migliorate, indicata come E16A2 ed equipaggiata con un motore Kinsei 62 da 1 560 hp (1 163 kW), realizzata nel 1944 ma che rimase nella fase di prototipo.
Data l'oramai ridotta capacità industriale dell'Impero giapponese durante le fasi finali della seconda guerra mondiale, l'E16A venne prodotto, compresi i 4 prototipi, in sole 256 unità, un numero decisamente più esiguo degli oltre 1 400 dell'E13A. Oltre che dall'Aichi, che tra gennaio 1944 e maggio 1945 ne realizzò 193 unità, il modello venne prodotto anche dalla Nippon Hikōki nei suoi stabilimenti di Tomioka, Yokohama, in altre 59 unità.

## Tecnica
Era un monoplano ad ala bassa convenzionale, equipaggiato con due galleggianti e un inusuale (per un idrovolante) aggancio per bombe per permettergli di operare il suo secondo ruolo di bombardiere in picchiata.

## Impiego operativo

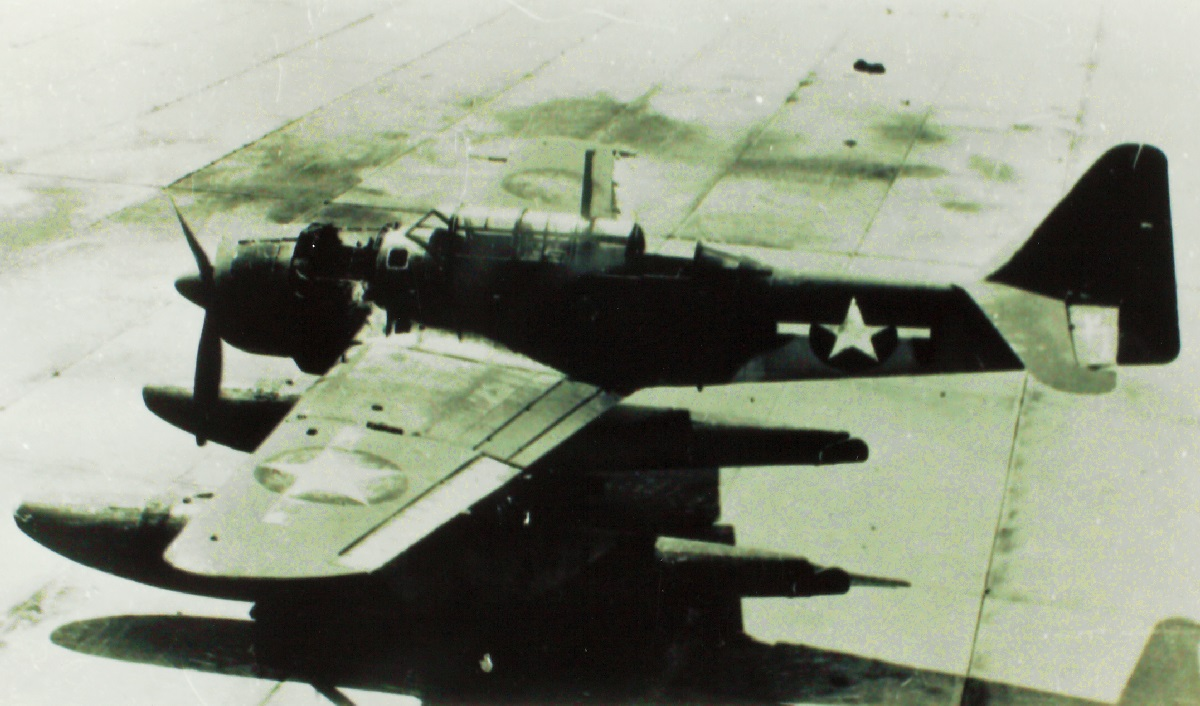
Un E16A catturato con insegne statunitensi

L'E16A1 iniziò ad essere consegnato ai reparti della Dai-Nippon Teikoku Kaigun Kōkū Hombu, la componente aerea della marina imperiale, nel 1944, quando oramai le sorti della Guerra del Pacifico erano a favore degli Alleati che avevano acquisito la superiorità aerea su gran parte teatro bellico dell'Oceano Pacifico. Fu ampiamente utilizzato durante la Campagna delle Filippine, subendo ingenti perdite, e i velivoli sopravvissuti vennero modificati e utilizzati per attacchi kamikaze durante l'operazione Kikusui, in occasione della battaglia di Okinawa, per cercare di fermare l'invasione dell'isola da parte delle forze aero-navali e terrestri alleate.
Tra le unità navali che impiegarono il modello vi furono anche gli incrociatori pesanti della classe Takao, che ne avevano in dotazione uno assieme ad altri due Mitsubishi F1M2. Entrambi idonei per il decollo tramite catapulta, l'Aichi veniva impiegato per missioni di ricognizione marittima a lungo raggio mentre al Mitsubishi erano riservate quelle a corto raggio e dove fosse necessaria una potenza di fuoco per interdizione di unità nemiche.
Il modello fece parte dell'equipaggiamento del 301º, 631º e 634º Kōkūtai, oltre che dello Yokosuka Kōkūtai che fu a difesa della base navale di Yokosuka e in generale della baia di Tokyo durante le fasi finali del conflitto.
Il 634º Kōkūtai era dislocato presso le navi da battaglia classe Ise, la capoclasse Ise e la Hyuga.
Alcuni esemplari catturati vennero acquisiti da reparti alleati e ridipinti con insegne statunitensi.

## Versioni
E16A1 Type 1
versione da ricognizione; due Type 89 calibro 7,7 × 56 mm in caccia ed una in fuga; tre prototipi realizzati.
E16A1
principale versione da produzione.
E16A2
prototipo, equipaggiato con motore Kinsei 62, realizzato in un unico esemplare.

## Utilizzatori
Giappone
- Dai-Nippon Teikoku Kaigun Kōkū Hombu
  - 301º Kōkūtai[6]
  - 634º Kōkūtai[6]
  - Yokosuka Kōkūtai[6]